# At His Best
Albums de Sixto Díaz Rodríguez
Alive
(1979)
At His Best est un album de compilation du chanteur et compositeur américain Sixto Díaz Rodríguez, musicien de rock et folk américain auteur de deux albums en 1970 et 1971 : Cold Fact et Coming from Reality. Le disque est sorti en 1977 en Australie exclusivement, sous le label Blue Goose Music. À l'insu de l'artiste, de nombreuses copies piratées furent vendues en Afrique du Sud et l'album fut rapidement disque de platine à la fin des années 1970.
Les chansons Can't Get Away, Street Boy et I'll Slip Away sont des inédits initialement réalisés pour le troisième album, lequel n'a pas vu le jour.

## Titres
| No  | Titre                                                             | Durée |
| --- | ----------------------------------------------------------------- | ----- |
| 1.  | Crucify Your Mind                                                 | 2:28  |
| 2.  | Sugar Man                                                         | 3:45  |
| 3.  | Sandrevan Lullaby                                                 | 6:35  |
| 4.  | Inner City Blues                                                  | 3:23  |
| 5.  | Can't Get Away                                                    | 3:53  |
| 6.  | I Wonder                                                          | 2:30  |
| 7.  | I'll Slip Away                                                    | 2:50  |
| 8.  | Street Boy                                                        | 3:43  |
| 9.  | Cause                                                             | 5:24  |
| 10. | Jane S Piddy                                                      | 2:51  |
| 11. | This Is Not a Song, It's an Outburst: Or, The Establishment Blues | 2:04  |